# Slant Magazine
Slant Magazine là một ấn phẩm trực tuyến của Mỹ có các bài đánh giá về phim ảnh, âm nhạc, TV, DVD, sân khấu và trò chơi điện tử, cũng như các cuộc phỏng vấn với các diễn viên, đạo diễn và nhạc sĩ. Trang web này đưa tin về nhiều liên hoan phim khác nhau như Liên hoan phim New York.